# Joazaf (Wasyłykiw)
Joazaf, imię świeckie Iwan Kuźmycz Wasyłykiw (ur. 7 lutego 1955 w Hruszowie) – biskup Kościoła Prawosławnego Ukrainy, do 2018 r. Ukraińskiego Kościoła Prawosławnego Patriarchatu Kijowskiego.

## Życiorys
Od 1977 do 1986 pracował we Lwowie jako kierowca trolejbusa, następnie od 1986 do 1988 odbywał dodatkową służbę wojskową. Od 1988 służył jako hipodiakon w soborze św. Eliasza w Archangielsku. W maju 1989 biskup archangielski i chołmogorski Pantelejmon wyświęcił go na diakona. 24 marca 1992 złożył wieczyste śluby zakonne. Od 1992 do 1997 był przełożonym monasteru św. Artemiusza Wiernalskiego, od 1995 nosił godność ihumena.
W 1997 przeszedł do Ukraińskiego Kościoła Prawosławnego Patriarchatu Kijowskiego. 6 kwietnia tego samego roku przyjął w tejże jurysdykcji chirotonię biskupią i został ordynariuszem eparchii donieckiej i ługańskiej. W październiku 1997 został biskupem iwanofrankiwskim i halickim. W 2002 otrzymał godność arcybiskupią, zaś w 2012 – metropolity.